# Carlos López Bustamante
Carlos Arturo López Bustamante (Maracaibo, Venezuela, 1890 - Chicago, Estados Unidos, 1950) fue periodista venezolano, conocido por su férrea oposición al dictador Juan Vicente Gómez desde las páginas del diario  El Fonógrafo. Durante su largo exilio en Nueva York creó la revista "Venezuela Futura", órgano de la oposición al régimen gomecista en el exterior, publicada por la casa editorial de su propiedad: "Carlos López Press".

## Datos biográficos
Carlos López Bustamante nació en la ciudad de Maracaibo, capital del Estado Zulia, Venezuela, en el año 1890. Era hijo del periodista maracaibero Eduardo López Rivas, editor y propietario del diario " El Fonógrafo" de Maracaibo y de la revista "El Zulia Ilustrado". Su madre era doña Carmen Bustamante de López, sobrina del médico venezolano Francisco Eugenio Bustamante y descendiente del general Rafael Urdaneta.

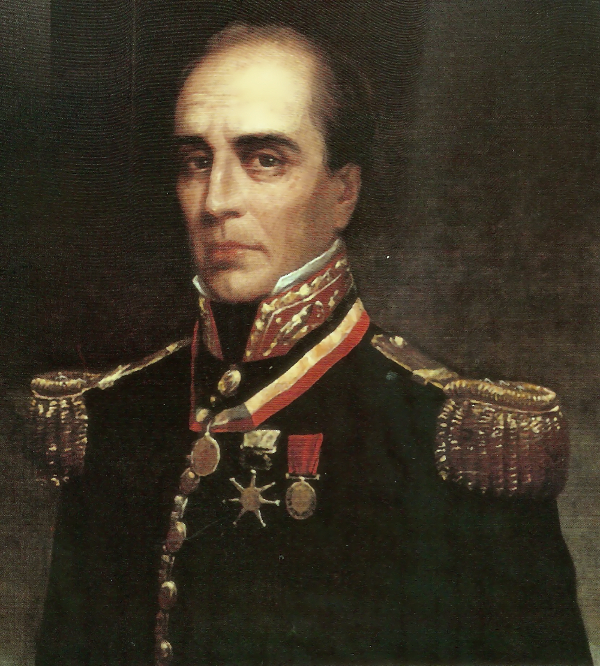
General Rafael Urdaneta, antepasado de Carlos López Bustamante.

Doña Carmen murió cuando Carlos era casi un niño. La adolescencia y juventud del periodista transcurrieron a la sombra de su padre, célebre intelectual venezolano, que se encargó de arraigar en sus hijos el amor por la cultura, el saber y la libertad. Desde su primera juventud Carlos comenzó a trabajar en la empresa familiar, la Imprenta Americana, propiedad de su padre Eduardo López Rivas. Allí adquiriró formación y ética profesional, participando activamente en la cruzada civilizadora que protagonizó su progenitor en la joven república de Venezuela junto a sus hermanos, Eduardo, Enrique y Teresa.

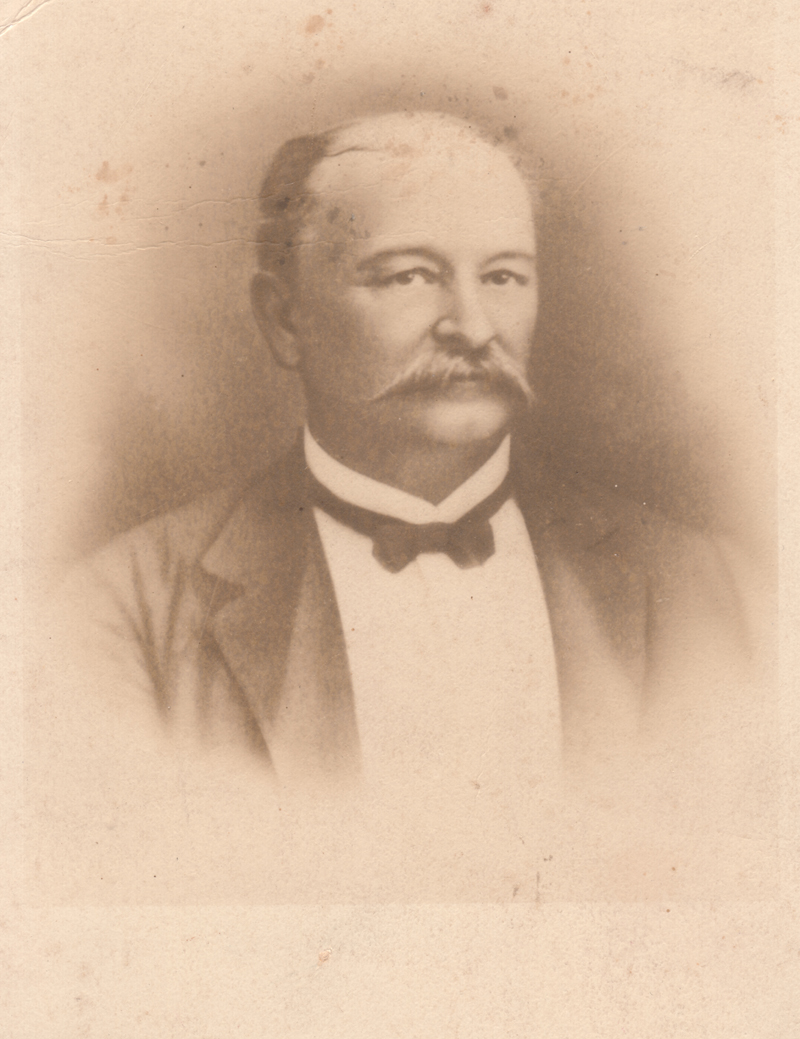
El editor zuliano Eduardo López Rivas, padre de Carlos López Bustamante

Contrajo matrimonio en Maracaibo con María Emilia Lares Echeverría, joven maracaibera descendiente del ilustre Rafael María Baralt. María Emilia era hija de uno de los mejores amigos de su padre, el célebre fotógrafo zuliano Arturo Lares Baralt. Asiduo colaborador de las publicaciones López, Lares Baralt se movía a diario entre los pasillos de las oficians de "El Fonógrafo" en la Calle El Comercio de Maracaibo. En honor a esa amistad el periodista fue bautizado con el nombre de Carlos Arturo. María Emilia Lares Echeverría y Carlos López Bustamante tuvieron doce hijos.
Carlos López Bustamante murió en 1950, a los sesenta años de edad, en la ciudad de Chicago, Estados Unidos. Sus restos fueron trasladados posteriormente hasta la ciudad de Nueva York, donde reposan actualmente.

## Joven periodista

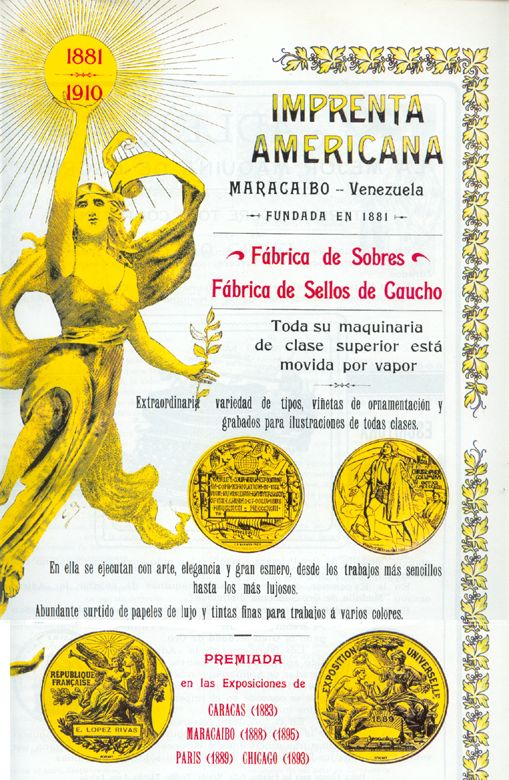
Aviso de la Imprenta Americana, propiedad de la familia López

Las publicaciones López se editaban en la Imprenta Americana de Maracaibo, uno de los talleres tipográficos más modernos del continente en su época. En los talleres de la imprenta aprendió López Bustamante las técnicas de impresión y encuadernación y todo lo relacionado con el manejo de las ediciones que se realizaban en la famosa casa editorial. Esto ocurría mientras cursaba sus estudios de bachillerato, acompañados siempre del aprendizaje de diversas lenguas; enseñanza a cargo de profesores particulares que acudían a la residencia de don Eduardo López Rivas para la tutoría de sus hijos.
Poco a poco comenzó a involucrarse en el trabajo del diario, en la información nacional e internacional, en el manejo de cables y telégrafo y en todo lo relacionado con la elaboración de un periódico de la época. A la edad de veinte años, Carlos López Bustamante era un periodista formado y dominaba las más modernas técnicas de impresión de su tiempo. La casa editorial de López Rivas era una de las más adelantadas del hemisferio americano y había ganado muchos premios nacionales e internacionales.

## Director en Caracas

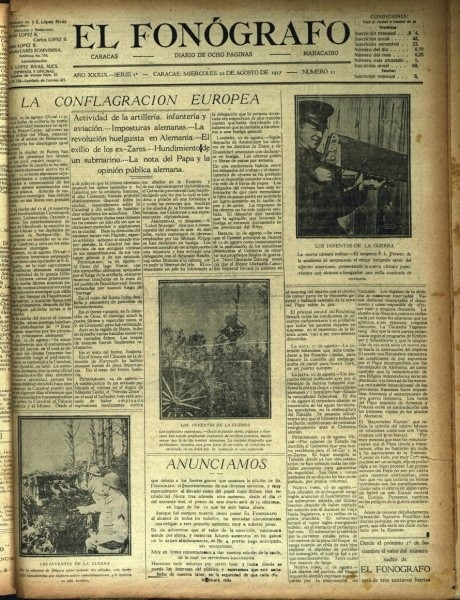
Ejemplar de la edición simultánea de "El Fonógrafo" en Caracas, de fecha agosto de 1917

El momento crucial de su profesión ocurrió después de la muerte de su padre. Su hermano mayor, Eduardo López Bustamante, encargado de la dirección del diario "El Fonógrafo" y de la imprenta familiar, decidió abrir una edición simultánea del periódico en Caracas. Carlos se trasladó entonces a la ciudad capital con su familia, para encargarse de la edición caraqueña, que instaló sus talleres en la Esquina de Veroes, número 37. Se abría con ello una etapa brillante en la carrera del joven periodista y, al mismo tiempo, se escribía la página final de la historia de "El Fonógrafo", que había circulado por casi cuatro décadas.
A los 27 años de edad, y en sólo pocos meses, Carlos López Bustamante se convirtió en uno de los periodistas más populares de la capital. El diario "El Fonógrafo" era el más solicitado por el público de Caracas ya que, entre otras cosas, era bastión de la libertad; un medio informativo venezolano que no se doblegaba ante Gómez como tantos otros.

## Clausura de "El Fonógrafo"

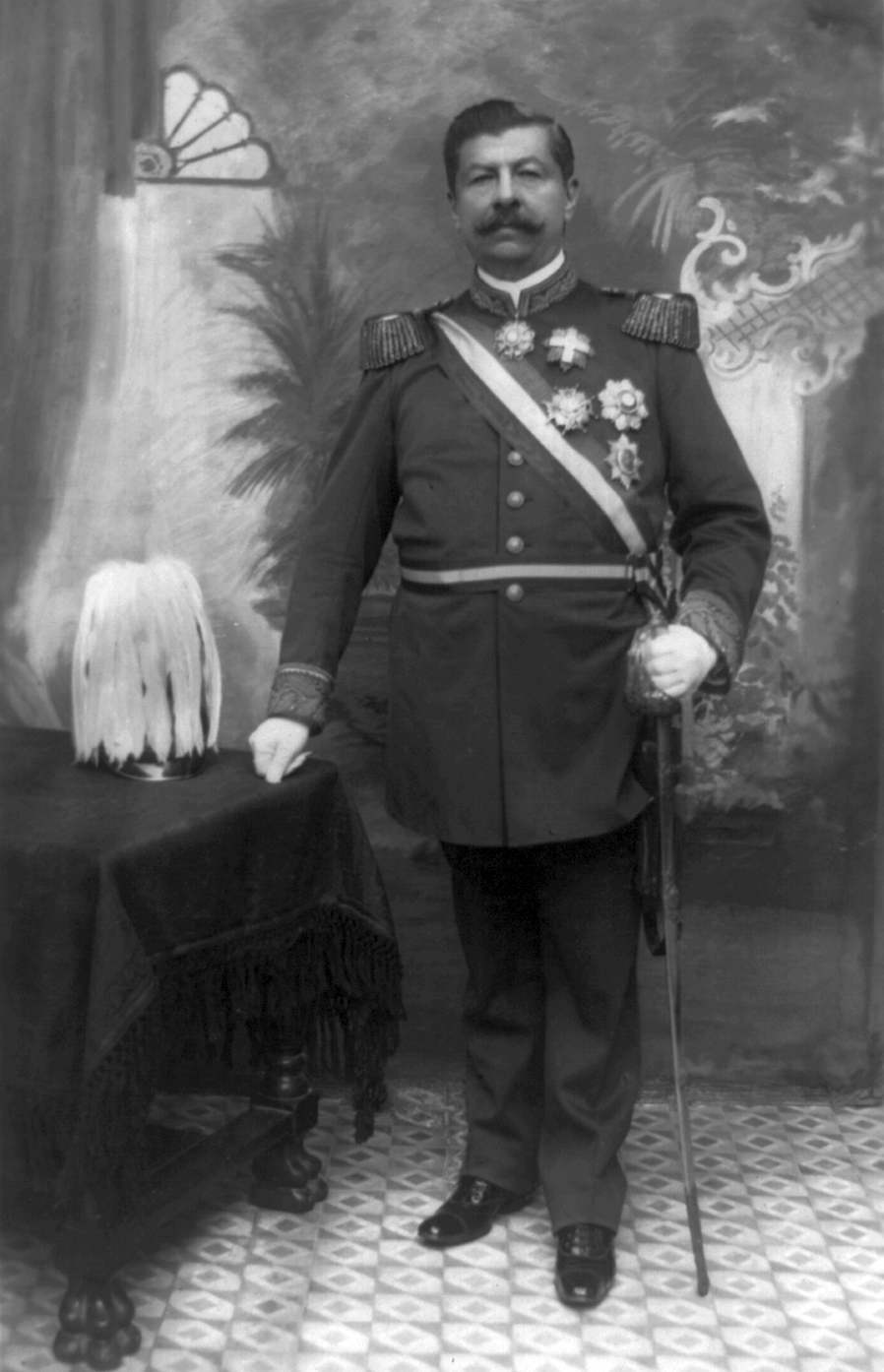
Dictador Juan Vicente Gómez

La Primera Guerra Mundial convulsionaba a Europa y ello, de una u otra forma, involucraba a todas las naciones. El presidente de Venezuela era por entonces el dictador Juan Vicente Gómez, quien se inclinaba por el imperio alemán en el conflicto y había impuesto una férrea censura de prensa que cumplían casi todos los diarios del país. No era ese el caso de "El Fonógrafo". A diferencia de otros medios informativos venezolanos de esa época, la línea editorial de "El Fonógrafo" simpatizaba con las naciones que en la guerra se conocían como países "Aliados". Esta posición molestaba a Gómez, quien se hizo el propósito de acabar para siempre con el diario. Era una época oscura para Venezuela gobernada por un dictadura conocida ampliamente por sus métodos de tortura y sus tenebrosas cárceles. Gómez controlaba casi toda la prensa del país, pero nunca pudo doblegar al diario "El Fonógrafo", que mantenía una política editorial independiente.
Los hermanos López Bustamante mantuvieron los principios inculcados por su progenitor y continuaron con su línea editorial a toda costa. Ello trajo como consecuencia el desbalance económico del periódico, cuyos avisos publicitarios provenían en su mayoría de las firmas de importación y comercio alemanas con sede en la ciudad de Maracaibo. El acoso del gobierno gomecista se hacía cada vez más intenso y las amenazas a los López Bustamante se intensificaban día a día mientras que las firmas alemanas retiraban su patrocinio publicitario.

## Prisión y exilio

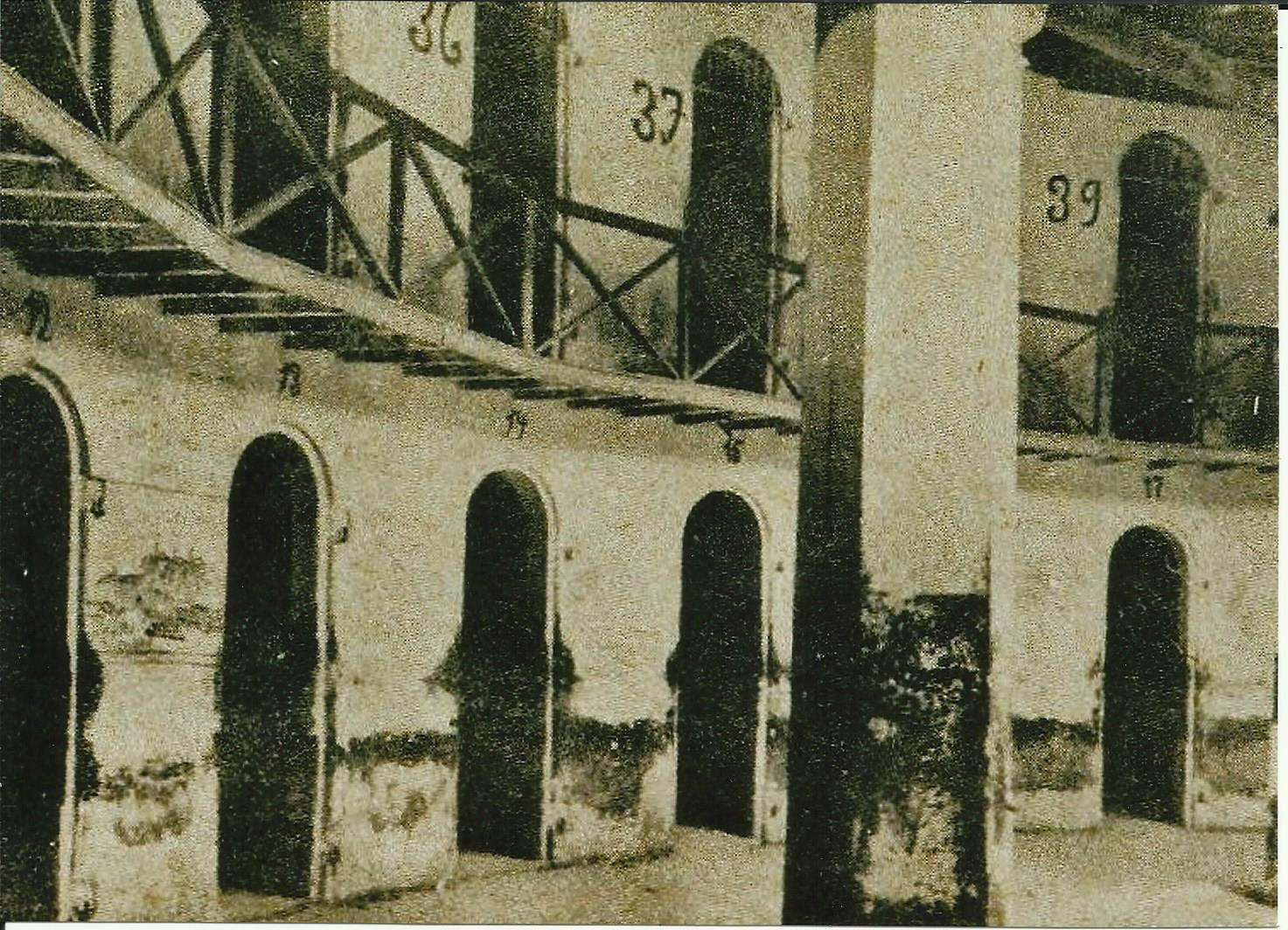
Calabozos numerados en la cárcel "La Rotunda" en Caracas, donde estuvo preso Carlos López Bustamante.

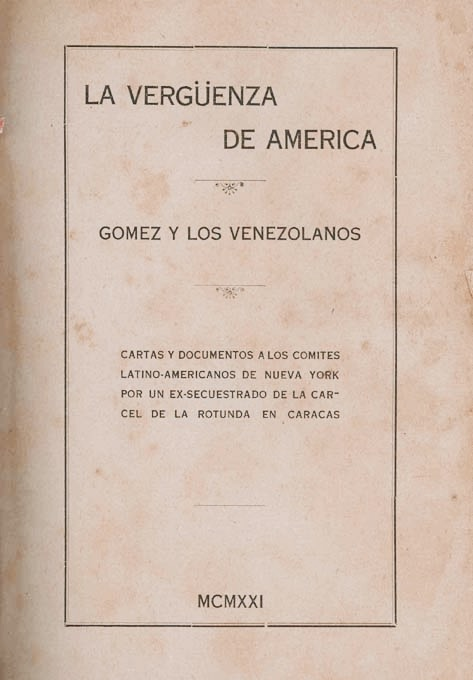
"La Vergüenza de América", Libro sobre las torturas a los presos en Venezuela publicado anóimamente por Carlos López Bustamante

A pesar de la persecución del gobierno, el diario continuó con su línea editorial. El día 23 de agosto de 1917 el periódico fue allanado por la policía del gobierno gomecista. Las oficinas de "El Fonógrafo" de Caracas y Maracaibo fueron clausuradas y Carlos fue llevado a una tenebrosa prisión de la capital, La Rotunda. Allí pasó nueve meses encadenado, con grilletes y pernos en los pies, y viviendo en condiciones infrahumanas. Sobrevivió varios intentos de envenenamiento por parte de los guardias de la prisión y finalmente logró escapar y exilarse en los Estados Unidos.
En sus declaraciones al diario The New York Times el día 17 de junio de 1918, Carlos López Bustamante relató que había sido arrestado por soldados venezolanos, a causa de sus editoriales de apoyo a los Aliados en la Primera Guerra Mundial; que días antes de ser allanadas sus oficinas, la policía secreta del Gómez le había presionado bajo amenazas para que vendiera el periódico al gobierno por 100.000 dólares, proposición que habían rechazado de plano los hermanos López Bustamante.
En 1921, desde su exilio en Nueva York, publicó bajo la autoría anónima de "un ex-secuestrado de la cárcel de La Rotunda de Caracas", un libro llamado "La Vergüenza de América". El libro denunciaba públicamente ante los representantes de países latinoamericanos, las torturas sufridas por los presos políticos en las cárceles del dictador venezolano Juan Vicente Gómez. Relataba como los presos, después de morir a consecuencia de torturas, eran llevados a hospitales donde un funcionario de la dictadura, usando sus influencias, lograba los certificados para que los crímenes aparecieran como muertes naturales. El anonimato se debió a que muchos de sus familiares permanecían en Venezuela, algunos de ellos presos, y temía por su seguridad.
En este fragmento del libro se percibe la tragedia que vivió y presenció Carlos López Bustamante durante su cautiverio: “Señores de los comités Latinoamericanos....A vosotros y a todos los hombres dignos de la América de Washington y la de Bolívar; a la prensa universal; a la civilización; al mundo; a los que gobiernan pueblos o rezar al pie de los altares; a los que disponen de alguna fuerza moral o material, a las mujeres y a los niños que lloran sobre una tumba querida; a la solidaridad americana, este padrón de ignominia y de crimen: !PIEDAD!... Es un grito en la noche, señores, el de un pueblo que sucumbe y se ahoga en una de barbarie, y que apela a los títulos que les confiere ante la América la sangre de sus hijos derramada desde la “manigua” cubana hasta los desiertos del Plata en holocausto por la Libertad”... Firma un ex-secuestrado de “La Rotunda”.

## Venezuela Futura y América Futura

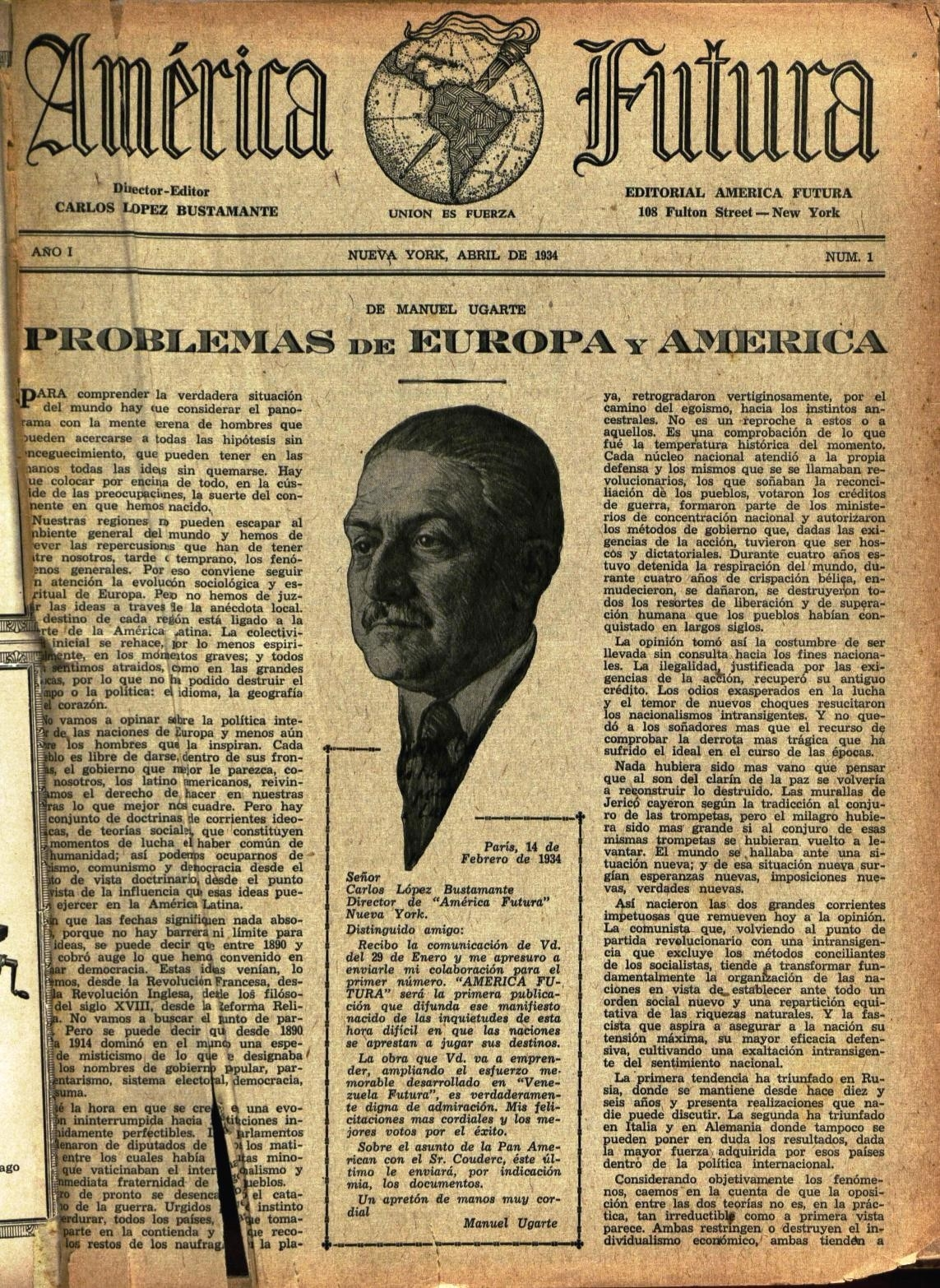
"América Futura", revista editada por Carlos López Bustamante en Nueva York.

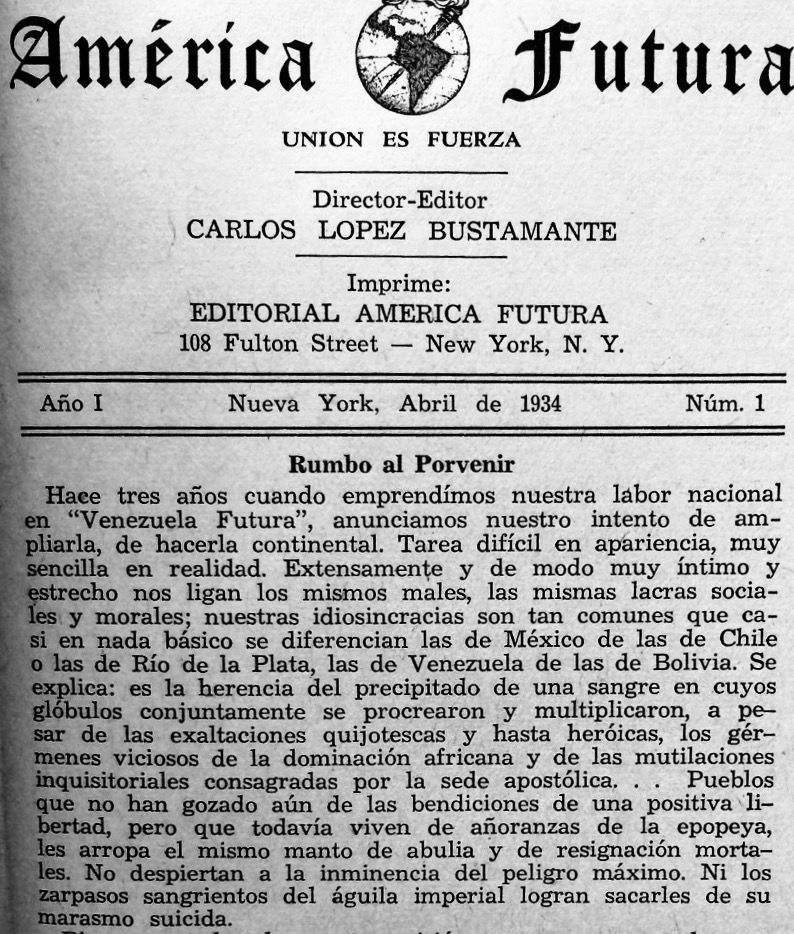
Primer número de la revista "América Futura", editada por Carlos López Bustamante en Nueva York.

El largo exilio de Carlos López Bustamante en los Estados Unidos lo convirtió en uno de los principales voceros de la lucha contra Gómez en el exterior. Por casi veinte años fue una de las figuras más destacadas de la resistencia en el destierro. Utilizó su pluma y sus conocimientos sobre periodismo, imprenta y edición, para develar ante el mundo el horror de la tiranía en Venezuela.
Para ello instaló en Nueva York una imprenta propia, "Carlos López Press", donde comenzó a editar la famosa revista de oposición a la dictadura de Gómez "Venezuela Futura". En esta revista colaboraban muchos ilustres articulistas que habían logrado escapar de las cárceles de la dictadura; entre ellos sus parientes Rafael Bruzual López y Néstor Luis Pérez Luzardo. En 1934 el nombre de la revista fue cambiado por el de "América Futura", con un mensaje dirigido a toda la América hispana para lograr la consolidación de la democracia en el continente.

## Legado
Carlos López Bustamante dejó para la posteridad el recuerdo de un joven periodista valiente y luchador, que defendió la libertad de expresión a capa y espada. Logró conquistar en muy poco tiempo el corazón del pueblo de Caracas y a pesar de su juventud se enfrentó, arriesgándolo todo, a una de las más feroces dictaduras de la historia hispanoamericana.
La revista "Venezuela Futura", editada por López Bustamante en Nueva York, representó la voz libre de Venezuela durante muchos años y una ventana al mundo para denunciar los horrores del gobierno de Gómez.
El escritor venezolano Ciro Nava, en su libro "Centuria Cultural del Zulia", elogia su digna trayectoria: La violenta y larga campaña del gran periodista que es Carlos López Bustamante, contra la tiranía y por la dignificación y el bienestar de Venezuela y la solidaridad de la democracia continental, le conquistaron el más grande aprecio y fama, dentro y fuera de la patria.